# Còngrids
Els còngrids (Congridae) constitueixen una família de peixos de l'ordre dels anguil·liformes, la qual inclou els congres. Són presents a tots els oceans i mars de clima tropical, subtropical i temperat.
Són apreciats com a peixos comestibles.

## Morfologia
El congre o congre europeu (Conger conger) n'és l'espècie més grossa: pot assolir fins a 3 m de llargària i 160 kg de pes. Cos en forma d'anguila i sense escates. Mandíbula superior sortint. Boca al capdavant. Dents còniques. Musell curt. Llavis grans i ben desenvolupats. Narius al nivell dels ulls. Ulls grans i ben desenvolupats. Obertures branquials petites i laterals. L'aleta caudal és contínua amb les aletes dorsal i anal. En general, tenen aletes pectorals. Absència d'aletes pelvianes. Línia lateral completa. Nombre de vèrtebres: 105-225.

## Ecologia
Són peixos marins i bentònics que viuen a la plataforma continental i els talussos continentals.
Són depredadors, principalment nocturns, que es nodreixen de peixos petits i crustacis.
L'aparellament i la fresa es duu a terme sense cap mena de migració. No obstant això, les larves si que són transportades pels corrents oceànics a grans distàncies.

## Gèneres
- Acromycter (Smith & Kanazawa, 1977)[23]
- Ariosoma (Swainson, 1838)[24]
- Bassanago (Whitley, 1948)[25]
  - Bassanago albescens (Barnard, 1923)
  - Bassanago bulbiceps (Whitley, 1948)
  - Bassanago hirsutus (Castle, 1960)
  - Bassanago nielseni (Karmóvskaia, 1990)
- Bathycongrus (Ogilby, 1898)[26]
- Bathymyrus (Alcock, 1889)[27]
  - Bathymyrus echinorhynchus (Alcock, 1889)
  - Bathymyrus simus (Smith, 1965)
  - Bathymyrus smithi (Castle, 1968)
- Bathyuroconger (Fowler, 1934)[28]
  - Bathyuroconger parvibranchialis (Fowler, 1934)
  - Bathyuroconger vicinus (Vaillant, 1888)
- Blachea (Karrer & Smith, 1980)[29]
  - Blachea longicaudalis (Karmóvskaia, 2004)
  - Blachea xenobranchialis (Karrer & Smith, 1980)
- Castleichthys (Smith, 2004)[30]
  - Castleichthys auritus (Smith, 2004)
- Chiloconger (Myers & Wade, 1941)[31]
  - Chiloconger dentatus (Garman, 1899)
  - Chiloconger philippinensis (Smith & Karmóvskaia, 2003)
- Conger (Bosc, 1817)[32]
- Congrhynchus (Fowler, 1934)[33]
  - Congrhynchus talabonoides (Fowler, 1934)
- Congriscus (Jordan & Hubbs, 1925)[34]
  - Congriscus maldivensis (Norman, 1939)
  - Congriscus marquesaensis (Karmóvskaia, 2004)
  - Congriscus megastomus (Günther, 1877)
- Congrosoma
  - Congrosoma evermanni (Garman, 1899)
- Diploconger (Kotthaus, 1968)[35]
  - Diploconger polystigmatus (Kotthaus, 1968)
- Gnathophis (Kaup, 1860)[36]
- Gorgasia (Meek & Hildebrand, 1923)[37]
- Heteroconger (Bleeker, 1868)[38]
- Japonoconger (Asano, 1958)[39]
  - Japonoconger africanus (Poll, 1953)
  - Japonoconger caribbeus (Smith & Kanazawa, 1977)
  - Japonoconger sivicolus (Matsubara & Ochiai, 1951)
- Kenyaconger (Smith & Karmóvskaia, 2003)[40]
  - Kenyaconger heemstrai (Smith & Karmóvskaia, 2003)
- Leptocephalus
  - Leptocephalus congroides (D'Ancona, 1928)
- Lumiconger (Castle & Paxton, 1984)[41]
  - Lumiconger arafura (Castle & Paxton, 1984)
- Macrocephenchelys (Fowler, 1934)[28]
  - Macrocephenchelys brachialis (Fowler, 1934)
  - Macrocephenchelys brevirostris (Chen & Weng, 1967)
- Ophisoma
  - Ophisoma prorigerum (Gilbert, 1891)
- Oxyurus
  - Oxyurus vermiformis (Rafinesque, 1810)
- Parabathymyrus (Kamohara, 1938)[42]
- Paraconger (Kanazawa, 1961)[43]
- Paruroconger
  - Paruroconger drachi (Blache & Bauchot, 1976)
- Poeciloconger (Günther, 1872)[44]
  - Poeciloconger fasciatus (Günther, 1872)
  - Poeciloconger kapala (Castle, 1990)
- Promyllantor (Alcock, 1890)[45]
  - Promyllantor adenensis (Klausewitz, 1991)
  - Promyllantor atlanticus (Karmóvskaia, 2006)
  - Promyllantor purpureus (Alcock, 1890)
- Pseudophichthys (Roule, 1915)[46]
  - Pseudophichthys splendens (Lea, 1913)
- Rhechias
  - Rhechias bertini (Poll, 1953)
- Rhynchoconger (Jordan & Hubbs, 1925)[34]
- Scalanago (Whitley, 1935)[47]
  - Scalanago lateralis (Whitley, 1935)
- Thyreoconger
  - Thyreoconger hemiaspidus (Wade, 1946)
- Uroconger (Kaup, 1856)[48]
  - Uroconger erythraeus (Castle, 1982)
  - Uroconger lepturus (Richardson, 1845)
  - Uroconger syringinus (Ginsburg, 1954)
- Xenomystax (Gilbert, 1891)[49][50][51][52][53]

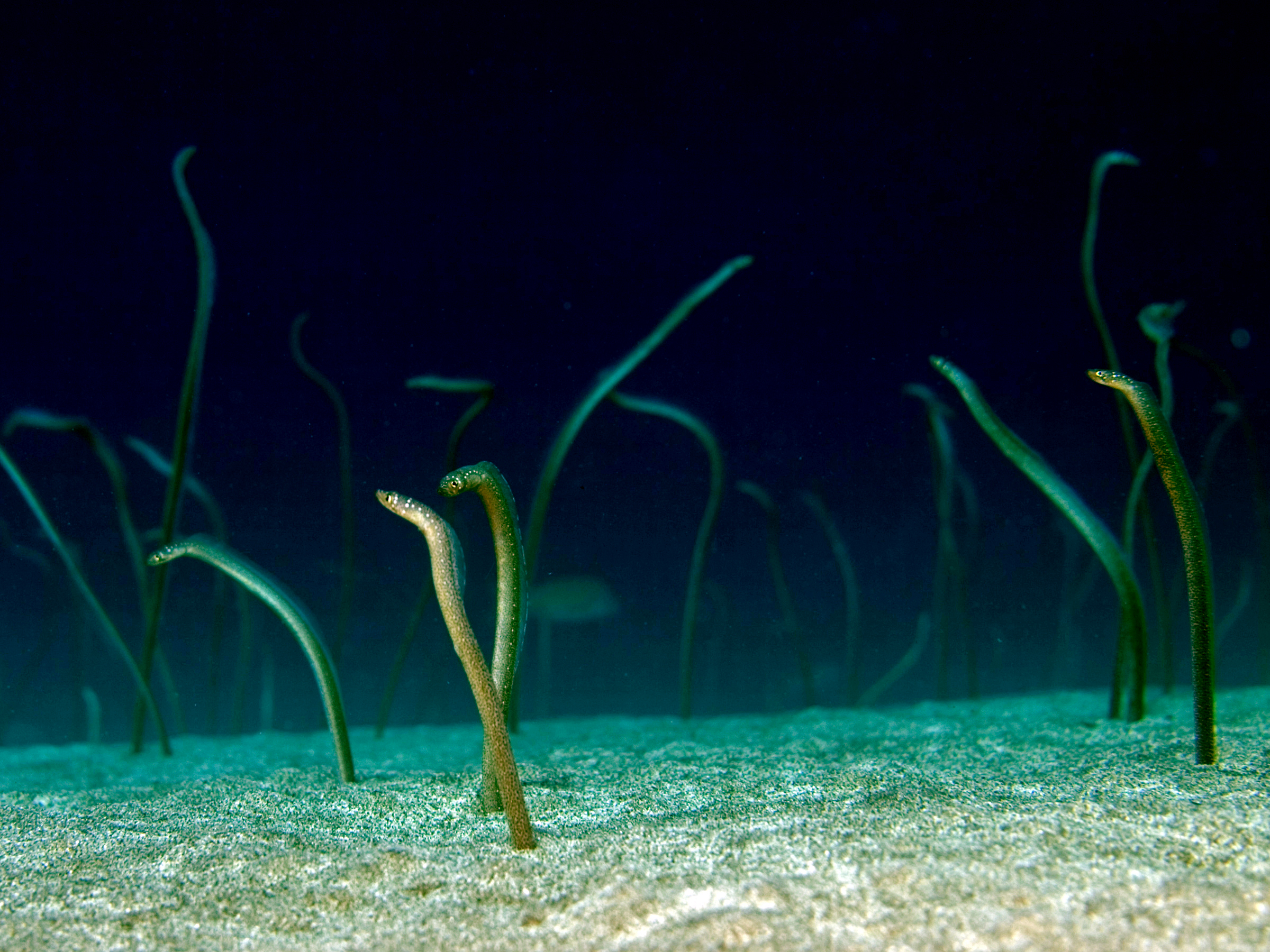
Gorgasia barnesi
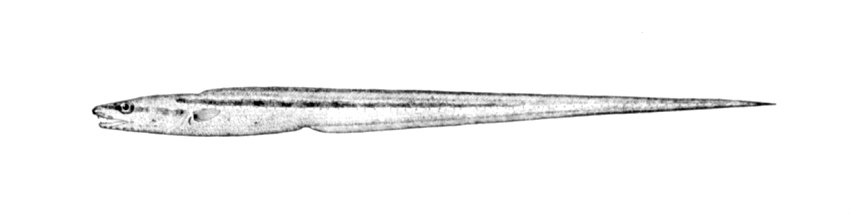
Bathyuroconger vicinus
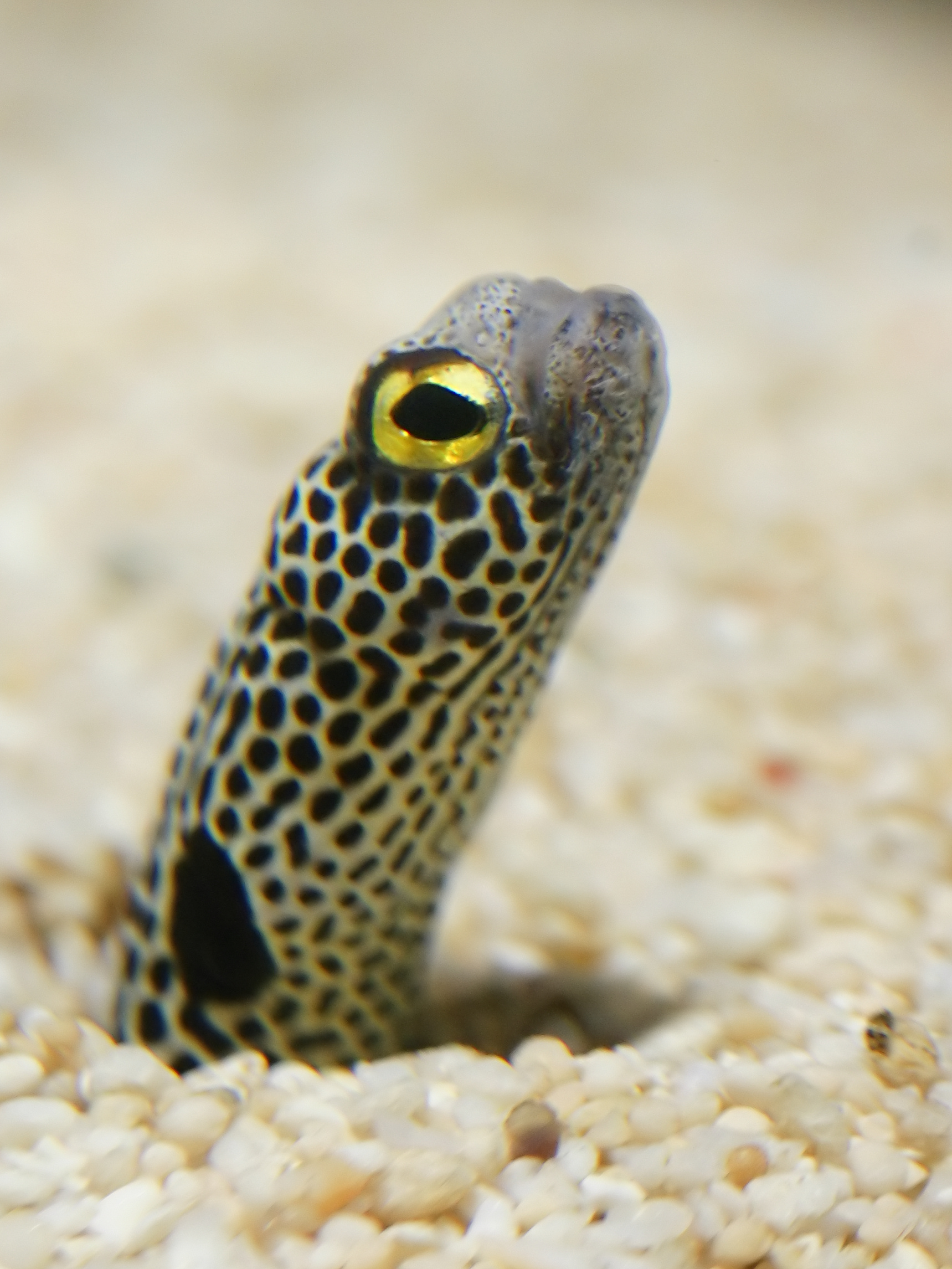
Heteroconger hassi
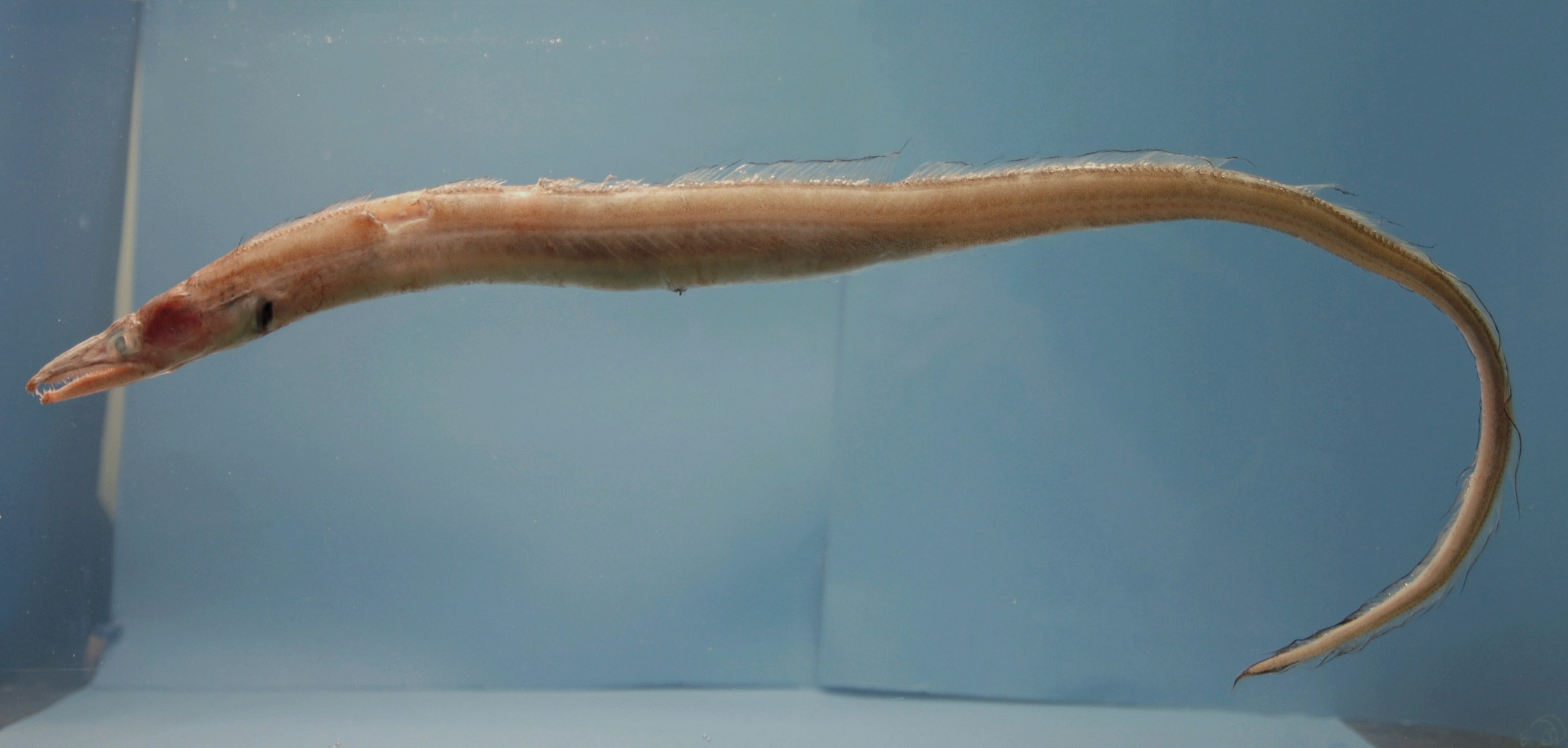
Xenomystax congroides del Golf de Mèxic
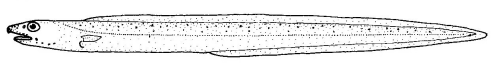
Bassanago bulbiceps
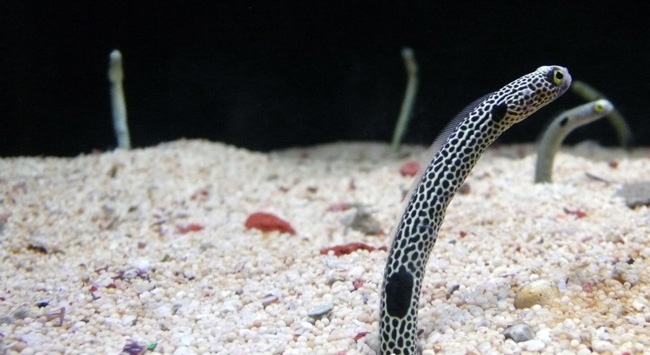
Grup d'Heteroconger hassi
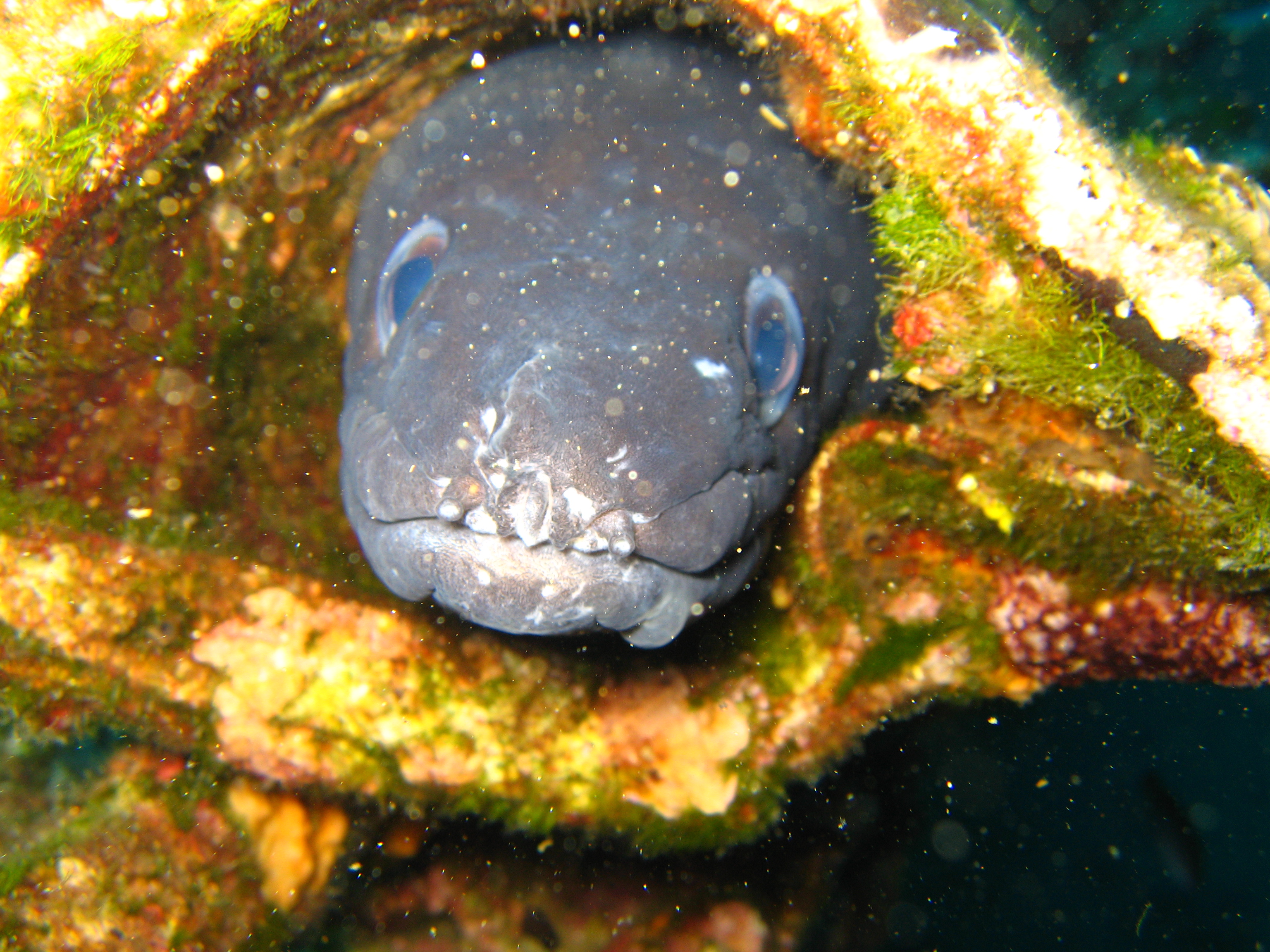
Conger conger
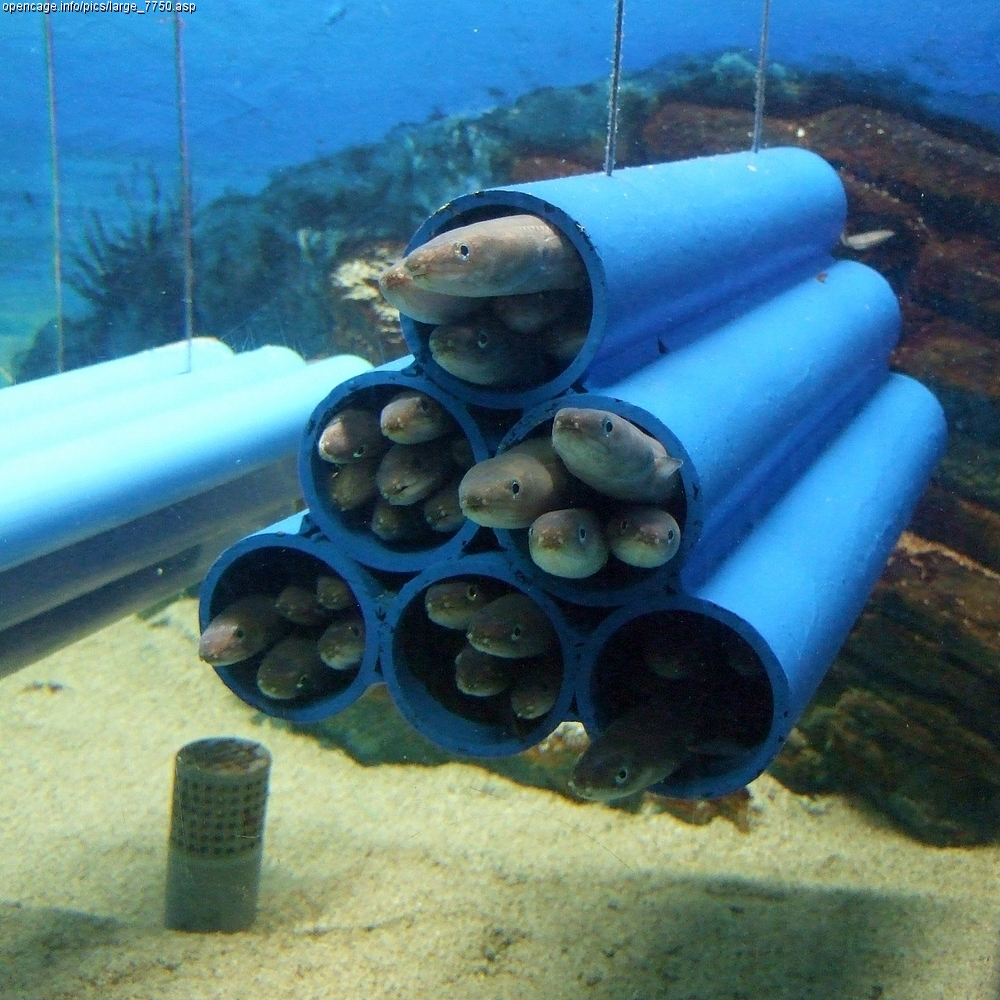
Conger myriaster
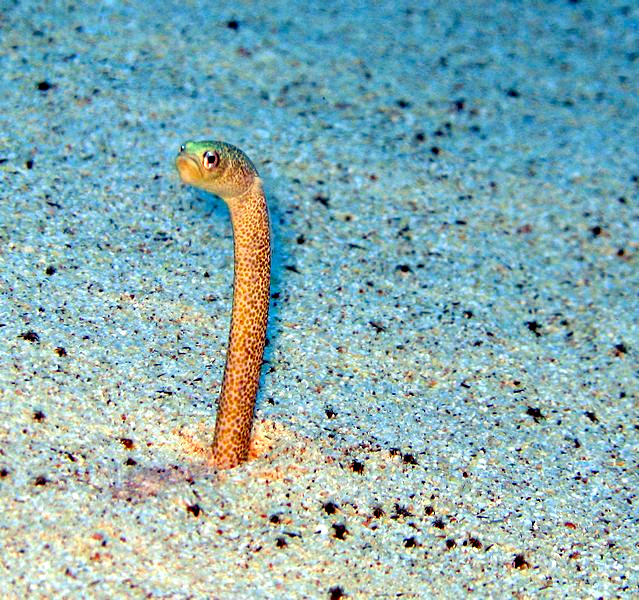
Gorgasia sillneri fotografiat a Egipte.
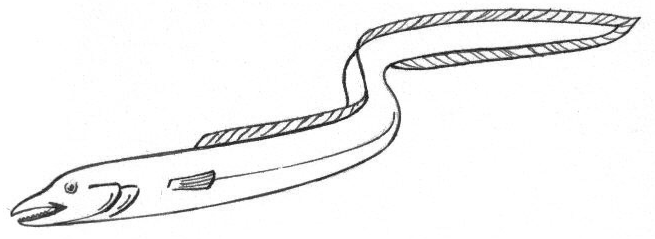
Dibuix d'un congre
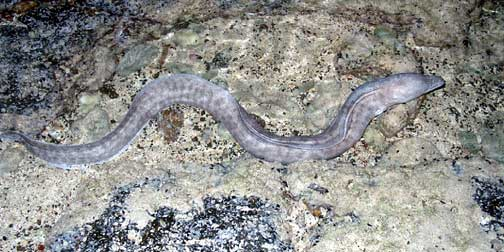
Conger cinereus
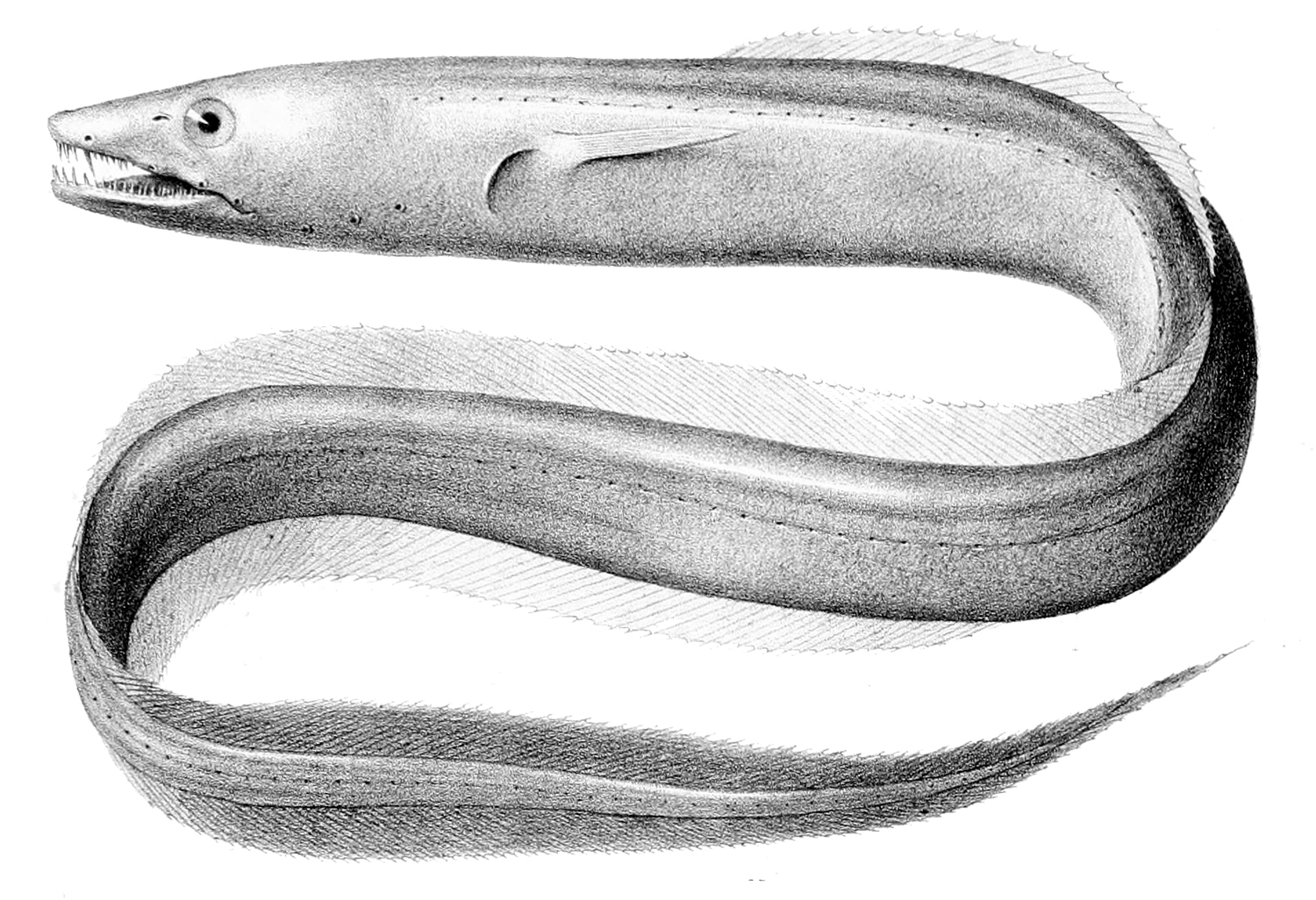
Bathyuroconger vicinus
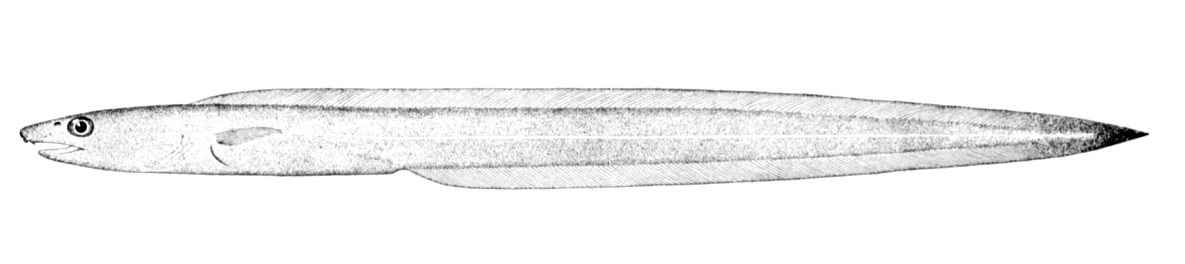
Rhynchoconger flavus
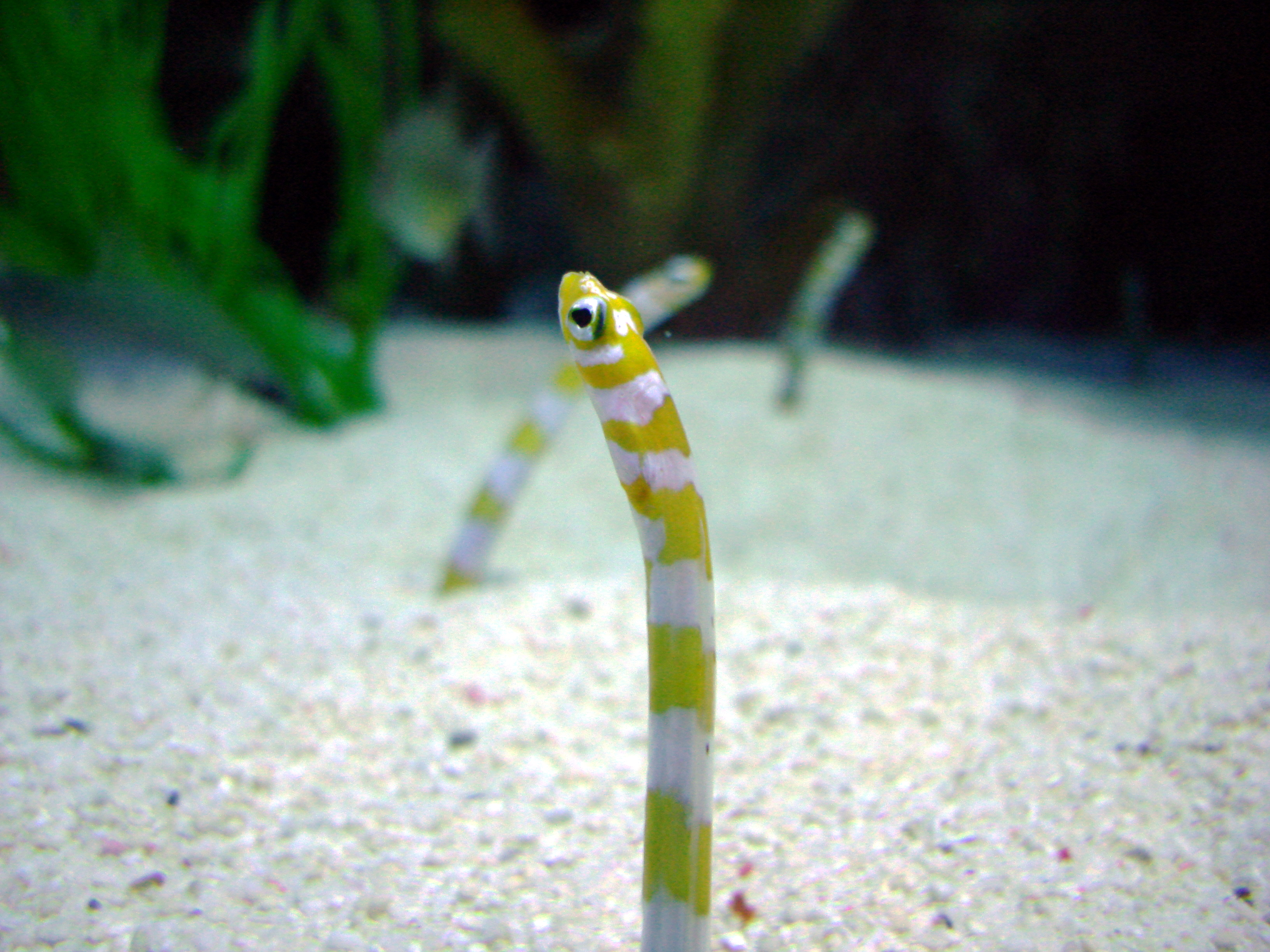
Gorgasia preclara